# 올스타전
올스타전(all-star game)이란 스포츠 시즌 중반에 열리는 축제같은 경기로, 구단 성적에는 들어가지 않는다. 시즌에서 좋은 활동을 한 선수들이 주로 뽑혀 뽑힌 선수끼리 팀을 나눠 경기를 하는 것이다. 이벤트만을 위해 조직된 두 팀 사이에서 진행되며 일반적으로 지역이나 부문을 기준으로 리그 팀을 대표하지만 때로는 국적과 같은 속성에 따라 선수를 나누기도 한다. 선수 선정은 코치 및 언론 매체의 투표를 통해 이루어질 수 있다. 프로 리그에서는 팬들이 명단의 일부 또는 전체에 투표할 수 있다. 올스타전은 보통 정규시즌 중반에 치러진다. 시즌이 끝날 때 열리는 미식축구 NFL 프로볼(Pro Bowl)은 예외이다.

## 야구의 올스타전
시즌 중반쯤 열리는 경기이다. 드림 올스타(SSG 랜더스, 삼성 라이온즈, 두산 베어스, 롯데 자이언츠, kt 위즈)와 나눔 올스타(키움 히어로즈, KIA 타이거즈, 한화 이글스, LG 트윈스, NC 다이노스)로 팀을 나누어 치러진다. 올스타전에는 경기뿐만 아니라 선수들만 참여 가능한 여러 이벤트를 연다. 그 예로는 홈런 레이스, 퍼펙트 히터, 퍼펙트 피쳐, 슈퍼 레이스 등이 있다.
- 그리고 올스타전에서의 MVP를 가리기도 한다.

## 축구의 올스타전
- J리그 올스타전
- K리그 올스타전
- MLS 올스타전

## 같이 보기
- KBO 올스타전
- KBO 퓨처스 올스타전
- K리그 올스타전